# A Lonely Place to Die – Todesfalle Highlands
A Lonely Place to Die – Todesfalle Highlands (Originaltitel: A Lonely Place to Die) ist ein britischer Thriller aus dem Jahr 2011. Regie führte Julian Gilbey, der zusammen mit seinem Bruder Will auch das Drehbuch schrieb. Die Hauptrollen sind neben Melissa George mit Ed Speleers, Sean Harris, Karel Roden und Alec Newman sowie Holly Boyd in der Rolle des Mädchens Anna besetzt.
Der Film erschien am 7. September 2011 in den britischen Kinos. In Deutschland und Österreich wurde er im Februar 2012 auf DVD und Blu-ray Disc veröffentlicht.

## Handlung
Die befreundeten Bergsteiger Alison, Ed, Rob, Alex und Jenny sind in den schottischen Highlands unterwegs. Als sie eine Pause beim Klettern einlegen, entdecken sie mitten im Wald ein Belüftungsrohr und eine Kiste, in der ein kleines Mädchen namens Anna versteckt ist, das eine fremde Sprache spricht. Die Freunde wollen das Mädchen so schnell wie möglich aus den Bergen wegbringen. Sie studieren die Landkarte und beschließen, zum nächstgelegenen Ort Annan Mor zu marschieren, was eine Strecke von etwa 15 Meilen ausmacht. Rob und Alison nehmen eine Abkürzung über die steile Felswand Devil’s Drop.
Alison seilt sich an der Felswand als Erste ab. Als Rob ihr folgen will, stürzt er vor Alisons Augen ab und landet neben einem Fluss in der Tiefe. Als Steine von oben herabprasseln, stürzt Alison ebenfalls ab. Da sie im Wasser landet, überlebt sie den Absturz und stellt fest, dass Robs Seil durchtrennt wurde und dass auch die Steine mit Absicht hinuntergeworfen worden waren. In der Zwischenzeit treffen die Entführer des Mädchens, Mr. Kidd und Mr. McRae, auf zwei Wilderer, bringen sie um und eignen sich deren Waffen an. Der Vater des entführten Mädchens, der serbische Kriegsverbrecher und Millionär Rakovic, hat Unterhändler Darko sowie die beiden Privatdetektive Andy und Chris engagiert, um den Entführern auf die Spur zu kommen. Diese drei sind mit dem Auto unterwegs nach Annan Mor.
An einer Flussbiegung kann Alison dann Ed, Alex, Jenny und die kleine Anna einholen. Alison signalisiert den Freunden über die tosende Strömung hinweg, dass Rob tot ist. Kurz darauf wird Jenny von einer Kugel tödlich getroffen und stürzt mit dem Kind in den Fluss. Alison gelingt es jedoch, das Kind an Land zu bringen, trotz Beschusses durch die Entführer. Bei der Flucht vor den Kidnappern zieht sich Ed eine Verletzung am Bein zu, kann sich aber mit Anna zu Alison und Alex in ein Versteck retten. Den nahenden bewaffneten Verfolgern hilflos ausgeliefert, entschließt sich Alex zu einem Coup, um die zu allem entschlossenen Männer von seinen Freunden und Anna abzulenken. Er präpariert seinen Rucksack so, dass es aussieht, als würde er mit dem Mädchen fliehen. Kidd und McRae fallen auf diesen Trick herein, verfolgen Alex und erschießen ihn. Ed, Alison und Anna nutzen die Ablenkung, um zu fliehen.
In einer Kneipe in Annan Mor trifft sich Darko mit Kidd. Er hat einen Koffer mit sechs Millionen Euro Lösegeld dabei, der mit einem Ortungsgerät ausgestattet ist, aber er will das Geld nur übergeben, wenn er das Mädchen zuvor sieht. Alison, Ed und Anna haben es inzwischen bis zum Polizeirevier von Annan Mor geschafft. Dort verzögert Sergeant Gray die Weiterleitung ihrer Anzeige. Ed wird immer misstrauischer gegenüber dem Polizisten und schafft es, Alison zum Gehen zu überreden. In dem Moment fallen Schüsse, wobei der Polizist erst verletzt und bei einem zweiten Angriff tödlich getroffen wird. Alison und Ed flüchten mit Anna durch die Hintertür. In einer Gasse steht Privatdetektiv Chris, der Ed für einen der Entführer hält und ihn anschießt. Gleich darauf wird er selbst von McRae niedergeschossen, Alison flüchtet mit Anna. Bei der Verfolgung von Alison erschießt McRae im Vorbeigehen den am Boden liegenden Ed. Mit letzter Kraft kann Chris seinem Kollegen Andy und Unterhändler Darko noch mitteilen, dass die Entführer Anna nicht mehr haben. Daraufhin kommt es zum Kampf zwischen Darko und Kidd. Der vor der Kneipe stehende Andy schießt Kidd an, dieser kann aber noch entkommen und sein Auto erreichen. Alison und Anna retten sich in ein Haus. McRae folgt ihnen, schießt den dort wohnenden Mann nieder und setzt das Haus in Flammen. Alison und Anna retten sich in den ersten Stock. McRae folgt ihnen erneut und es kommt zum Kampf, wobei es Alison letztendlich gelingt, McRae aus dem Fenster zu stoßen, was dieser nicht überlebt. Geistesgegenwärtig sorgt Alison noch dafür, dass Anna aus einem Fenster des lichterloh brennenden Hauses in die Freiheit gelangt und bricht dann bewusstlos zusammen. Die anrückende Feuerwehr kann die junge Frau jedoch retten. In einem Krankenwagen können Alison und Anna auf einer Liege endlich zur Ruhe kommen.
Andy kann Kidd dank des Ortungsgerätes im Koffer finden und überwältigen. Zusammen mit Darko übergibt er Kidd Annas Vater, Mr. Rakovic, der sich grausam am Entführer seiner Tochter rächt. Im Krankenwagen bedankt sich Anna bei Alison für alles, woraufhin die junge Frau die Tränen nicht mehr zurückhalten kann.

## Produktion
Die Dreharbeiten zum Film begannen am 13. Mai 2010 in Schottland und endeten am 30. Juni 2010. Der Film wurde von Carnaby International produziert, nach größerem Interesse durch die Öffentlichkeit wurden die Rechte an Kaleidoscope Entertainment verkauft. Ursprünglich war für die Rolle der Alison Franka Potente im Gespräch, der Part ging jedoch an Melissa George. Die deutsche Fassung wurde von TV+Synchron Berlin hergestellt.
Der Film hatte ein Budget von geschätzten 4 Millionen US-Dollar und spielte am ersten Wochenende 176.801 US-Dollar, insgesamt $ 25.345.000 ein.

## Kritiken
„‚A Lonely Place To Die‘ ein Genre-Mashup zwischen Survival-Drama und Entführungsthriller vor der beeindruckenden Kulisse der schottischen Highlands. Entstanden ist ein kühler, spannender Independent-Schocker, der auf clevere Weise mit der Erwartungshaltung seines Publikums spielt, dabei jedoch manchmal das Gefühl für das richtige Timing vermissen lässt. […] Spannender wurde das schottische Hochland schon lange nicht mehr präsentiert.“

„Mindestens die erste Stunde ist atemberaubendes, superb gefilmtes Survivalkino in grandioser Naturkulisse. Der holprige Showdown in der Zivilisation kann das Niveau nicht halten. Aber bis dahin – wow! Fazit: Irre fesselnder Thriller mit vermurkstem Finale“

„A LONELY PLACE TO DIE macht keine Gefangenen, ist spannend, kompromisslos und vor allem gut genug, dass man ihn tunlichst nicht verpassen sollte; sofern man auch nur ein kleines bisschen Sympathie für Filme hegt, in denen eine isolierte Gruppe von erbarmungslosen Häschern durch die Wildnis gehetzt wird. […] Erbarmungslose Häscher. Lebensgefährliches Terrain. Terrorgeladene 95 Minuten.“

„Spannender, dicht inszenierter und vorzüglich fotografierter Thriller, der nie seine glaubwürdigen Charaktere aus den Augen verliert.“

## Auszeichnungen
Im April 2011 hatte der Film seine Weltpremiere auf dem Filmfestival ActionFest in Asheville, North Carolina, USA. Dort erhielt er jeweils eine Auszeichnung in den Kategorien „Bester Film“ und „Beste Regie“.
Weitere Auszeichnungen:
- 2011 Chicago International Film Festival: Silver Hugo
- 2011 Toronto After Dark Film Festival: Special Award in der Kategorie „Beste Kamera“ (Ali Asad)
- 2011 Toronto After Dark Film Festival: Special Award für den besten Action-Film – Wahl der Fans
- 2011 Toronto After Dark Film Festival: Special Award in der Kategorie „Beste Kamera“ – Wahl der Fans (Ali Asad)
- 2011 Toronto After Dark Film Festival: Special Award in der Kategorie „Spannendster Film“ – Wahl der Fans
- 2011 Fantastic Fest: Preis der Jury, Award als „Bester Schauspieler“ in einem Kinofilm (Sean Harris)
- 2011 ActionFest: „Bester Film“
- 2011 ActionFest: „Beste Regie“ (Julian Gilbey)

## Deutsche Produktion
Die deutsche Fassung wurde von TV+Synchron Berlin produziert.